# هال جونز (لاعب كرة قاعدة)
هال جونز (بالإنجليزية: Hal Jones)‏ هو لاعب كرة قاعدة أمريكي، ولد في 19 أبريل 1936 في لويزيانا في الولايات المتحدة.

## وصلات خارجية
- هال جونز على موقعبيزبول رفرنس.كوم (الدوري الرئيسي) (الإنجليزية)